# فنسنت لوغان
فنسنت لوغان (بالإنجليزية: Vincent Logan)‏ هو كاهن كاثوليكي بريطاني، ولد في 30 يونيو 1941 في باثغيت في المملكة المتحدة.